# Kyle Broflovski
Kyle Broflovski a South Park című amerikai animációs sorozat egyik szereplője. Osztálytársaival és barátaival, Stan Marshsal, Eric Cartmannel, valamint Kenny McCormickkal együtt a sorozat központi alakja. Eredeti hangját Matt Stone kölcsönzi – aki némiképp mintául is szolgált a szereplő megalkotásához – állandó magyar hangja Dolmány Attila. A televízióban Kyle 1997. augusztus 13-án, a South Park első epizódjának sugárzásakor tűnt fel, de pár évvel korábban már szerepelt Trey Parker és Matt Stone The Spirit of Christmas című kétrészes rövidfilmjében, 1992-ben, illetve 1995-ben.
Kyle általános iskolás negyedikes tanuló, aki szülővárosában, a coloradói South Parkban sűrűn él át tipikusnak nem mondható kalandokat. Legjobb barátjával, Stannel együtt a sorozat főhősének számít, az antihős Cartmannel szemben. Kyle arról ismert, hogy a sorozat kisszámú zsidó szereplői közé tartozik és rendszeresen kirekesztettnek érzi magát a többiek közül. A szereplő gyakran szatirikus módon bemutatott sorozatbeli helyzetét a zsidó származású nézők részéről egyszerre érik dicséretek és bírálatok.
A szereplő alakját számítógépes programokkal alkották meg, felidézve a sorozatra jellemző, papírkivágásos figurák tulajdonságait. Kyle a sorozaton kívül az 1999-es South Park – Nagyobb, hosszabb és vágatlan című mozifilmben, valamint a sorozathoz köthető, kereskedelmi forgalomban kapható termékeken is látható. Noha Parker és Stone a kisgyerekekre jellemző tulajdonságokkal is felruházták, Kyle sorozatbéli nézetein keresztül olyan, inkább felnőtteknek szóló nézeteket és témákat is kifejtenek, amelyeket a politika, a vallás, a populáris kultúra és a filozófia szakértői publikációikban gyakran megemlítenek.

## Szerepe a sorozatban
Kyle a South Park-i általános iskola tanulója, Mr. Garrison negyedikes osztályába jár. A sorozat első 58 részében (1997-től a 2000-es A negyedik osztályban című epizódig) barátaival együtt harmadik osztályos volt. Kyle South Parkban lakik ügyvéd apjával, Geralddal és gyermekei miatt gyakorta túlságosan aggodalmaskodó anyjával, a háziasszony Sheilával, aki a zsidó sztereotípiák anyatípusát testesíti meg. Kyle-nak nincsenek vér szerinti testvérei, de van egy Kanadából örökbefogadott kisöccse, Ike.
Gerald gyakran tanítja fiát a helyes erkölcsökre. Noha Sheila szókimondó és manipulatív természete többnyire zavarja őt, Kyle mégis ragaszkodik anyjához és felháborítja, ha Eric Cartman sértő megjegyzéseket tesz rá. Annak ellenére, hogy a korai évadokban focilabdának használja, Kyle törődik öccsével. Amikor megtudta, hogy Ike-ot csupán örökbe fogadták, eleinte ellenséges volt vele és nem fogadta el őt testvérének, de Ike őszinte kötődését látva megenyhült és ismét valódi családtagként kezdett el vele bánni.
Kyle-t Matt Stone-ról, Stant pedig Trey Parkerről mintázták. A szereplők legjobb barátok, a sorozatban visszatérő témának számító kapcsolatuk Parker és Stone barátságát tükrözi vissza. Rövid nézeteltéréseik után a szereplők mindig hamar kibékülnek és gond nélkül rendezik barátságukat. A South Park hivatalos honlapjának ismertetője szerint barátai között Kyle tölti be az „okos gyerek” szerepét. Általában ő képviseli a négy központi szereplő közül a magasabb morális értékeket, a helyes utat, melyben nagy tudása és intelligenciája is segíti őt. Kyle racionális felfogású és próbálja tudományos alapokra helyezni a mások által természetfölöttinek tartott, irracionális jelenségeket, történéseket.
Számos epizód foglalkozik Kyle-lal és vallásával: egyedüli zsidóként ellenséges viszony áll fel közte és az antiszemita Eric Cartman között, amely főként a sorozat előrehaladtával vált hangsúlyossá. Kettejük kapcsolatát Parker és Stone az 1970-es évekbeli All in the Family című szituációs komédia két rivális szereplőjének, Archie Bunkernek és Michael Stivicnek viszonyához hasonlította. Kyle legtöbbször Cartman testsúlyával viccelődik, de Cartman erkölcstelensége, kegyetlensége, fanatizmusa és mohósága el is borzasztja őt. Párharcuk sokszor olyannyira elmérgesedik, hogy Kyle megszállottjává válik Cartman legyőzésének és ennek érdekében majdnem mindenre képes. Kyle-nak visszatérő szokása olyan fogadásokat kötni Cartmannel, melyekben biztos győztesnek érzi magát, de ilyenkor szinte mégis mindig ő marad alul. Kenny McCormick egyes elhalálozásai után Kyle szájából hangzik el a „Ti szemetek!” („You're bastards!”) felkiáltás, Stan „Istenem, kicsinálták Kennyt” (angolul „Oh my God, they killed Kenny!”) mondata után. Visszatérő eleme a sorozatnak, hogy Kyle összefoglalja a többiek számára az adott epizód eseményeiből levonható tanulságot, melyet így kezd: „Tudjátok, ma is tanultam valamit…” („You know, I learned something today…”).
A sorozat ötödik évadjának vége felé Parker és Stone azt tervezte, hogy egy epizódban végeznek Kyle-lal. Céljuk ezzel az lett volna, hogy meglepjék a rajongókat és lehetőséget biztosítsanak a nézők és az alkotók körében is egyre népszerűbbé váló Butters Stotch számára a kibontakozáshoz. A készítők először azért Kyle-ra gondoltak, mert személyisége nagyon hasonló volt Stanéhez, de helyette végül Kennyt választották és egy évad erejéig őt írták ki a sorozatból.

## A szereplő

### Története és megjelenése
A szereplő névtelen elődje az 1992-es Jesus vs. Frosty című rövidfilmben jelent meg először, amelyet Parker és Stone még a Coloradói Egyetem hallgatójaként készített. Kyle alakját papírkivágásokból alkották meg és stop motion technikával animálták a mozgását. Miután Parkert és Stone-t közös ismerősük és barátjuk, Brian Graden egy újabb animáció megalkotásával bízta meg, 1997-ben elkészült a Jesus vs. Santa című, elődjéhez hasonló rövidfilm, melyben Kyle szintúgy látható. A szereplő itt már emlékeztet későbbi, sorozatbeli alakjára és keresztnevet is kapott. Kyle megalkotása során Parker visszaemlékezett Coniferben töltött gyermekkorára, ahol az egész városban csupán egy zsidó gyerek volt. Matt Stone, aki maga is zsidó, szintén felidézte fiatalkori emlékeit, mivel Stone egy döntően keresztény környezetben nőtt fel. Kyle 1997. augusztus 13-án került elsőként a televíziók képernyőjére, amikor a Comedy Centralon debütált a South Park, a Cartman anális beültetése című résszel.
A Testsúly 4000 című, második epizód óta Kyle-t– és a többi szereplőt is – számítógépes programokkal animálják, megjelenése azonban továbbra is olyan benyomást kelt, mint a sorozat papírkivágással elkészült, eredeti animációi. A South Park hagyományaihoz méltóan a készítők Kyle alakját is egyszerű geometriai alakzatokból, döntően alapszínek felhasználásával jelenítik meg. Kyle-nak nincs annyi szabad mozgástere, mint a kézzel rajzolt rajzfilmszereplőknek, alakja túlnyomórészt csupán egy szögből látható, mozgása szándékosan egyenetlen hatást kelt.
Kyle rendszerint téli ruházatot, világoszöld füles sapkát, narancssárga kabátot, sötétzöld nadrágot és világoszöld kesztyűt visel. Sapkáját néhány ritka alkalomtól eltekintve nem veszi le, alatta sűrű, hullámos, rozsdabarna haja van, melyet láthatóan utál. Hangját Matt Stone eredetileg számítógépes manipuláció nélkül alkotta meg, de napjainkban az elkészült felvételt már a Pro Tools nevű programmal szerkesztik. Stone a normál beszédhangján szólal meg, de hozzáadva némi gyerekes hanghordozást is, majd a hangmagasságot utólag módosítják, hogy egy negyedikes beszédjéhez hasonló hanghatást kapjanak.

### Jellemvonásai

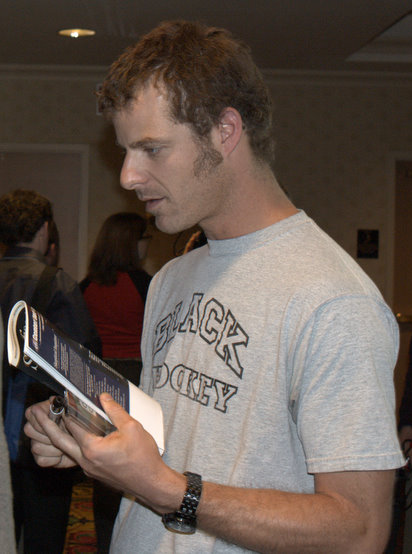
Kyle-t Matt Stone-ról, a sorozat egyik készítőjéről mintázták

Kyle sokat káromkodik (barátaihoz hasonlóan), Parker és Stone ezzel akarta kifejezni, hogy szerintük a kisgyerekek hogyan beszélnek egymás között a valóságban. A cinikusságra és a trágárságra való hajlam ellenére Parker szerint Kyle-ban „rejlik valamiféle kedvesség”, míg a Time magazin azt írja, hogy barátaival együtt Kyle „néha kegyetlen, de ezzel együtt legbelül ártatlan is”. A többi fiúval együtt Kyle is kedveli az altesti humort, kedvenc műsora a Terrance és Phillip-show.
Legtöbbször Kyle a legerkölcsösebb a főszereplők közül és őt ábrázolják a legintelligensebbnek is. Stone szerint ő maga és Kyle egyaránt „reakciós”, mindketten fogékonyak az ingerlékenységre és a türelmetlenségre. Pár epizódban Kyle az egyetlen az osztályból, aki kezdetben mindig vonakodik az új divathóbortok követésétől. Ez a tulajdonsága görcsös beilleszkedési vágyat, bosszúságot és csalódottságot okoz nála.
Zsidóként Kyle megvédi vallását, illetve származását és büszke is rá. Mindamellett ebből a szempontból magányosnak számít, különösen karácsonykor, amikor elhagyatottságában csupán Kula bácsi társaságára számíthat.
Visszatérő cselekményelem Kyle vallásával kapcsolatos bizonytalanságainak ábrázolása. Miután a Cartmanland – Cartman saját vidámparkja című részben életveszélyes aranyeret kap, Kyle kegyetlennek tartja Istent, hiszen mindeközben Cartman az egymillió dolláros örökségét élvezi. Szülei Jób történetével igyekeznek vigasztalni Kyle-t, de csak tovább erősítik a fiuk előtt lebegő kegyetlen istenképet. Egy kétrészes epizódban (Ki jut elsőként a Pokolba – Cartman hitgyűlése) Kyle az elkárhozástól rettegett, amiért nem keresztény hitben nevelkedett fel. A szereplő rövid időre mindkét esetben feladja zsidó vallását, de az epizódok eseményei végül ismét visszaadják hitét. A passió című film megtekintése után a bűntudatos Kyle úgy érzi, Cartmannek igaza volt antiszemita kijelentéseivel: Kyle a zsinagógában azt javasolja az ezen feldühödött zsidó közösségnek, hogy kérjenek nyilvánosan bocsánatot Jézus megöléséért. Az epizód végén Kyle bűntudata jelentősen csökken, miután találkozik a film rendezőjével, Mel Gibsonnal, akit teljesen beszámíthatatlannak és őrültnek lát. Kyle-nak van egy unokatestvére, Kyle Schwartz, akit nem túlzottan kedvel, mert az a zsidó sztereotípiák szinte minden elemét magán viseli.

## Kulturális hatás
Kyle sorozatbeli ábrázolását a zsidó közösség egyaránt dicséri, illetve kritizálja. A bírálók nehezményezik, hogy Kyle vonakodik a mindennapi zsidó hagyományok követésétől, illetve negatív sztereotípiákat erősít meg a zsidósággal szemben. Ugyanakkor támogatói dicsérik a sorozatot, amiért az Kyle alakján keresztül pontosan bemutatja, egy közösség kisebbségben lévő tagjaként milyen nehézségekkel kell szembenéznie egy fiatal zsidónak. Az egyik legnépszerűbb epizód, A zsidók passiója (8. évad, 2004.) nagyrészt Kyle vallásából fakadó félelmeit dolgozza fel. Az epizód két, hasonlóan vallásos témájú résszel együtt külön DVD-n is megjelent.
Tizennégy évad alatt Kyle olyan témákat taglalt a sorozatban, mint a testvériség, a túlzott pereskedés, a gyűlölet-bűncselekmények, a polgári jogok, a trágárság a médiában, a hibrid autók vagy a gazdasági válság. A 10. évad Rajzfilmek háborúja című kétrészes epizódjában Kyle a cenzúrával kapcsolatban fejti ki nézeteit, és megismétli Parker, valamint Stone véleményét a szólásszabadságról. A készítők csalódottságára a Family Guy kigúnyolása nagyobb visszhangot váltott ki, mint Kyle nyilatkozata az említett témában.
A médiában és az irodalmi életben Kyle nézeteit mélyebb kritikai elemzésnek is alávetették. A South Park and Philosophy: You Know, I Learned Something Today című kötet tartalmaz egy esszét, melyben Bridgewater State College filozófiaprofesszora, William J. Devlin Szókratész tanításaira és Friedrich Nietzsche filozófiai nézeteire utal, miközben Kyle szerepét bemutatja. A South Park and Philosophy: Bigger, Longer, and More Penetrating, a Blame Canada! South Park and Contemporary Culture és a Taking South Park Seriously című könyvek esszéi szintén elemzik Kyle nézőpontját, a népszerű filozófia, a teológia és a politika szemszögéből.
A Kyle és a sorozat többi szereplője által hangoztatott politikai álláspontot vallókat – Andrew Sullivan politikai kommentátor kifejezésével – esetenként South Park-republikánusoknak, illetve South Park-konzervatívoknak nevezik. Brian C. Anderson őket olyan, főképp tizenévesekből és fiatal felnőttekből álló csoportként jellemzi, akik a sorozat liberális nézőpontokat gyakran kigúnyoló hozzáállását díjazzák, és legszívesebben konzervatív médiaforrásból tájékozódnak a hírekről. Parker és Stone elutasítja a South Park konkrét politikai irányba történő hovatartozását, a készítők tagadják, hogy egy-egy epizód elkészítése politikai célokból történne. Parker elmondta: a sorozat fő célja, hogy Kyle-t és barátait „egyszerűen gyerekként viselkedő gyerekeknek” mutassák be.

## Egyéb szereplések
Kyle lényeges szereplő az 1999-es South Park – Nagyobb, hosszabb és vágatlan című mozifilmben, énekhangja hallható a film zenei albumán. Továbbá látható a The Aristocrats című filmben, és a The Gauntlet című rövidfilmben is, mely a Gladiátor és a Battlefield Earth című filmeket figurázza ki és a 2000-es MTV Movie Awards díjátadó alatt mutatták be. Matt Stone Kyle eredeti hangjaként dalokat ad elő a Chef Aid: The South Park Album és a Mr. Hankey's Christmas Classics című zenei albumokon.
Ezen felül Kyle napjainkig négy South Parkos videójátékban tűnik fel; az 1998-as South Park-ban first-person shooter módban irányítható, szembeszállva a kisvárosra támadó ellenségekkel. Az 1999-es South Park: Chef's Luv Shack-ban a játékos Kyle szerepében több, a játéktermi játékok hangulatát felidéző, ún. arcade-minijátékban vehet részt. A 2000-es South Park Rally című autóversenyzős játékban Kyle bőrébe bújva különféle járművekkel kelhetünk versenyre a többi szereplővel. A 2009-es South Park Let's Go Tower Defense Play! című stratégiai játékban Kyle a többi főszereplővel együtt választható karakter.

## Fordítás
- Ez a szócikk részben vagy egészben  a   Kyle Broflovski című angol Wikipédia-szócikk ezen változatának fordításán alapul.  Az eredeti cikk szerkesztőit annak laptörténete sorolja fel. Ez a jelzés csupán a megfogalmazás eredetét és a szerzői jogokat jelzi, nem szolgál a cikkben szereplő információk forrásmegjelöléseként.